# 't Zand (Schagen)
 't Zand is een dorp in de gemeente Schagen, in de Nederlandse provincie Noord-Holland.

## Geschiedenis
't Zand is ontstaan als buurtschap in het begin van de 18e eeuw. De kern ontstond rond het logement 't Wapen van Alkmaar. In 1733 stonden er ongeveer 10 huizen aan de hoofdweg, de Bosweg. De naam van het dorp is ontleend aan een toenmalige herberg met de naam 't Zand. Het plaatsje groeide uit tot een dorp na de aanleg van Noordhollandsch Kanaal rond 1824. Iets of iemand uit 't Zand wordt Zandtemer genoemd.
Tijdens de Tweede Wereldoorlog bevond zich hier werkkamp 't Zand voor de tewerkstelling van gemengd-gehuwde joden.

## Bezienswaardigheden
De katholieke kerk uit 1863 is van de hand van Theo Molkenboer. De bijbehorende pastorie stamt uit 1985. Opvallend is dat het kerkorgel, gebouwd door IJpma, opzij bespeeld moet worden, iets dat eerder typisch voor hervormde kerken is.
In 't Zand bevindt zich nog een van de vlotbruggen die typerend zijn voor het Noordhollandsch Kanaal. Aan de Rijksweg N9 is in 2011 de korenmolen De Hoop heropgebouwd.
Net buiten het dorp ligt er een natuurgebied. Hier bevindt zich De Eendenkooi, een bezoekerscentrum en een observatiehut. In diezelfde polder staan ook nog twee molens, Zijpe Molen P-V en Molen O-T.

## Feesten
Het dorp kent meerdere jaarlijkse feesten. De voornaamste feesten zijn:
- Zandstock, het muziekfestival vindt jaarlijks in het tweede weekend van augustus plaats.
- Kermis. In het tweede weekend van oktober is er vier dagen kermis met op maandag een kortebaandraverij.
- Carnaval. Jaarlijks wordt er door de Carnavalsvereniging de Knollenburgers het carnavalsfeest georganiseerd.

## Bekende (ex-)inwoners
- Maria Verano, geboren als Maria Konijn (1958-2015), zangeres
- Emiel Hopman (1963-2023), marathonschaatser